# Bendición (álbum musical de Francesc Picas)
Bendición o βεɳƌіcіøɳ (tal como aparece en las gráficas del arte de tapa del trabajo discográfico) es el disco debut, como solista, de Francesc Picas, exintegrante del cuarteto español Loco Mía.Perteneciente al género electropop,  el disco, fue publicado por FTI Music SL el 21 de agosto de 1994 a través de EMI.

## Antecedentes y producción
En Madrid el 12 de abril de 1993, quienes integraron la alineación de Loco Mía en Viña del Mar: Francesc Picas, Carlos Armas, Santos Blanco y Manuel Arjona Velazco, declinaron ante notario público seguir presentándose con el nombre de Loco Mía marcando la disolución del grupo en su versión más exitosa.Fue el corolario de un conflicto contractual con FTI Music SL que detentaba los derechos del grupo hasta 1994. Esto supuso la vuelta de página para el cantante y bailarín catalán, dejando atrás al grupo de los abanicos.  
Luego de un periodo introspectivo y de meditación en Barcelona,Francesc aceptó la propuesta de José Luis Gilpara lanzar su propio disco solista publicando el disco βεɳƌіcіøɳ el 21 de agosto de 1994. Un trabajo discográfico de estilo synth-pop. Fue grabado en los estudios Fenicioland, La Marina, Eurosonic y La Tienda de San Felipe, siendo producido por José Manuel Navarro, Pepe Mayo y Cristóbal Sansano. Esta producción de Gil Bros, fue publicado por FTI Music, S.L. y distribuido por EMI
La placa discográfica contó con 10 canciones, todas escritas por Francesc en colaboración con Mónica Naranjo, Cristóbal Sánsano, José Manuel Navarro, Pepe Mayo, Cristian Serrano y/o José Luis Gil.Todas las canciones, según lo expresó el propio Francesc, reflejan las vivencias en Loco Mía y las experiencias previas.
Según Discogs este trabajo discográfico fue publicado en México, Colombia, Perú, Chile y Argentina en formatos LP, CD y casete.

## Los sencillos
Locos por amor fue el elegido como primer sencillo del disco. Es la única de las canciones que tuvo videoclip oficial. Posterior a ellos los siguientes sencillos promocionales del disco fueron No se vivir sin ti, canción autoría de Francesc junto a Mónica Naranjo, Cristóbal Sánsano y José Luis Gil, y Ven sálvame, autoría de Francesc junto a los productores del disco, y José Manuel Navarro y Pepe Mayo.
Sin ser sencillos de difusión, en sus presentaciones en programas de TV se destacaron las canciones Lo siento y Amor por bandera.

## Gira promocional
Luego de intentar colocar primeramente esta producción en España, y al no tener la recepción esperada, se pone como objetivo América. La gira promocional de este disco comenzó en Perú, en marzo de 1994. En ese marco Francesc presentó sus nuevas canciones en el certamen semifinal de Miss Perú que se llevó a cabo en el Centro de Esparcimientos del Jockey Club. Luego de ello siguió con su gira promocional por México. Durante su estadía en ese país participó en el Festival de Acapulco del día viernes 27 de mayo, y rodó su videoclip promocional. Luego continuó su gira por Centroamérica, Chile y Estados Unidos. El plan de esa gira promocional incluía Argentina, pero, intempestivamente, la abandonó a pesar de tener billetes de avión y gira:
En el año 2021, a un año de haber regresado a la música y a 28 años de haber dejado inconclusa la gira promocional publicó una versión catalana del sencillo  Locos por amor en sus redes sociales con el título Bojos per amor con el acompañamiento de la guitarra flamenca de Mario Monreal.
En agosto de 2023 regresó a Argentina luego de 24 años (desde su última aparición pública como cantante, en el programa de Susana Giménez) presentando un show llamado _inTime junto a algunos de sus compañeros que integran la Xarxa, los días 17 y 20 de agosto en el Teatro Picadilly. En estas oportunidades como parte del setlist interpretó una versión en vivo que combinó las versiones en castellano y en catalán del histórico sencillo del disco βεɳƌіcіøɳ.

## Lista de canciones
| βεɳƌіcіøɳ |                      |                                                                                        |          |  |
| N.º       | Título               | Escritor(es)                                                                           | Duración |  |
| 1.        | «Lo siento»          | Francesc Picas - José Manuel Navarro - Pepe Mayo                                       | 5:00     |  |
| 2.        | «Isla blanca»        | Francesc Picas - José Manuel Navarro - Pepe Mayo                                       | 4:01     |  |
| 3.        | «Amor por bandera»   | Francesc Picas - José Manuel Navarro - Pepe Mayo                                       | 4:03     |  |
| 4.        | «Sacra»              | Francesc Picas - José Manuel Navarro - Pepe Mayo                                       | 4:03     |  |
| 5.        | «Ven, sálvame»       | Francesc Picas - José Manuel Navarro - Pepe Mayo                                       | 4:16     |  |
| 6.        | «Locos por amor»     | Francesc Picas - Cristóbal Sánsano - Cristian Serrano                                  | 4:12     |  |
| 7.        | «La voz»             | Francesc Picas - Cristóbal Sánsano - Mónica Naranjo - Cristian Serrano                 | 4:10     |  |
| 8.        | «Por cada mujer»     | Francesc Picas - Cristóbal Sánsano - Mónica Naranjo - Cristian Serrano                 | 4:03     |  |
| 9.        | «Pensamientos»       | Francesc Picas - Cristóbal Sánsano - Mónica Naranjo - Cristian Serrano                 | 3:57     |  |
| 10.       | «No se vivir sin ti» | Francesc Picas - Cristóbal Sánsano - Mónica Naranjo - Cristian Serrano - José Luis Gil | 4:00     |  |
| 42:17     |                      |                                                                                        |          |  |